# 长柱直枝杜鹃
长柱直枝杜鹃（学名：Rhododendron orthocladum var. longistylum）为杜鹃花科杜鹃花属下的一个变种。

## 扩展阅读
- 維基物種上的相關：长柱直枝杜鹃